# Nova Esperança (Macau)
Nova Esperança (sigla: NE; chinês: 新希望) é uma associação cívico-política da Região Administrativa Especial de Macau da República Popular da China. Foi fundada no ano de 2001. O seu fundador e líder, José Maria Pereira Coutinho, é deputado da Assembleia Legislativa de Macau desde 2005.
Nas eleições legislativas de 2021, o grupo conquistou 18 232 votos populares (13.80% do total), e dois dos catorze assentos a serem eleitos por sufrágio directo, a serem ocupados por José Maria Pereira Coutinho e Che Sai Wang.
Politicamente, está ligada ao campo pró-democrata, sendo também defensora dos direitos laborais e sociais. Os funcionários públicos, sobretudo os sócios da Associação dos Trabalhadores da Função Pública de Macau (cujo presidente de direcção é José Maria Pereira Coutinho), e os residentes portugueses e macaenses (lusodescendentes) de Macau são dois grupos de apoio importantes desta associação.

## Membros eleitos
- José Maria Pereira Coutinho, 2005–presente
- Leong Veng Chai, 2013–2017
- Che Sai Wang, 2021-presente

## Eleições legislativas
| Eleições | Número dos votos populares | % dos votos populares | Assentos por sufrágio directo | Assentos das circunscrições funcionais (sufrágio indirecto) | Assentos nomeados pelo CE | Assentos totais | +/− | Posição |
| -------- | -------------------------- | --------------------- | ----------------------------- | ----------------------------------------------------------- | ------------------------- | --------------- | --- | ------- |
| 2001     | 4 551                      | 5.62%                 | 0                             | 0                                                           | 0                         | 0 / 27          | 0   | 7.ª     |
| 2005     | 9 974                      | 7.99%                 | 1                             | 0                                                           | 0                         | 1 / 29          | 1   | 6.ª     |
| 2009     | 12 908                     | 9.10%                 | 1                             | 0                                                           | 0                         | 1 / 29          | 0   | 6.ª     |
| 2013     | 13 130                     | 8.96%                 | 2                             | 0                                                           | 0                         | 2 / 33          | 1   | 5.ª     |
| 2017     | 14 386                     | 8.33%                 | 1                             | 0                                                           | 0                         | 1 / 33          | 1   | 4.ª     |
| 2021     | 18 232                     | 13.80%                | 2                             | 0                                                           | 0                         | 2 / 33          | 1   | 3.ª     |